# Sassandra
Sassandra je řeka na území Pobřeží slonoviny v Západní Africe. Je 650 km dlouhá. Povodí má přibližně rozlohu 75 000 km².

## Průběh toku
Pramení na východních výběžcích Leonoliberijské vysočiny. Ústí do Guinejského zálivu Atlantského oceánu.

## Vodní režim
Zdroj vody je dešťový. Průměrný průtok vody na dolním toku činí 425 m³/s. Vzestup začíná od června a kulminuje v září a říjnu.

## Využití
Vodní doprava není možná kvůli velkému množství peřejí a vodopádů.